# Списак ликова у серијалу Гинтама
Ликове из аниме и манга серијала Гинтама је створио аутор Хидеаки Сорачи под утицајем јапанске историје. Прича је смештена у Едо (стари назив за Токио) у земљи „самураја“ у којој после доласка ванземаљаца (Аманто) коегзистирају различити облици земаљског и ванземаљског живота. Упркос временском периоду за које наслућујемо да се одвија средином 19. века, живот у овом граду је по најмодернијим стандардима па су ликовима доступни најмодерни уређаји попут телевизора, моторних возила, свемирских бродова и свих могућих модерних технолошких уређаја. Они раде све што и модерни Јапанци - наручују пицу, читају манге, излазе у биоскоп и посећују поп концерте па осим моде и изгледа градова не постоји ништа што би се разликовало од серијала који се одвијају у модерном добу. Иако су приче већином епизодне постоји неколико главних аркова које чине основну причу серијала. 
Прича почиње са Шимура Шинпаћијем који, радећи у гостионици, упада у дуел са једним ванземаљским гостем. Самурај Саката Гинтоки који се игром случаја нашао тамо стаје на његову страну и брани га од сад већ групе ванземаљаца. Када је Шинпачи, који је дете самураја и наследник очевог доџоа, видео Гинтокијеве вештине одлучио је да га прати у свом послу „фриленсера“ како би од њега научио „пут самураја“ заузврат помажући му да заради довољно да може да отплати месечну рату становања. Током једног посла срећу Кагуру – девојчицу ванземаљку невероватне снаге и издржљивости коју, док је бежала од бандита, случајно ударају веспом – возилом који Гинтоки вози у целом серијалу. Након што је спасу од бандита и она се прикључује тиму па њих троје постају део „Јорозује“, компаније за све и свашта. Током својих задатака срећу разне ликове попут терористе Кацуре који је Гинтокијев најбољи друг, Такасугија, који је главни антагониста серијала али и припаднике полиције Шинсенгуми, која често помажу тиму Јорозуји кад група дође у контакт са опасним криминалцима. 
Када је стварао серијал Сорачи је као надахнуће гледао разне таига драме које државна телевизија Јапана сваке године снима и приказује о својим историјским личностима и догађајима. У време кад је стварао Гинтаму давала се тада веома популарна серија „Шинсенгуми!“ која му је била велика инспирација да створи своју верзију ове полиције а поред њих „позајмио“ је из истог периода и већину других ликова. Иако су као личности потпуно промењене, скоро да не постоји лик у серијалу који није "узет" од неке историјске особе. 
Иако не баш оригинално смишљени, Сорачијеви ликови су веома позитивно прихваћени па је могуће купити фигурице, видео игре, одећу и осталу робу која прати серијал. 

## Стварање и концепт
Пре стварање Гинтаме Сорачи је као аутор напипсао више једно-епизодних стрипова. Иако је своју причу „Самурајдер“ сматрао веома лошом ипак је била довољно добра почетна база за дело које ће га касније прославити. Док је размишљао о имену за своју нову мангу његов едитор га је питао да ли мисли да би сребрни самурај било кул име. То је инспирисало Сорачија да створи главног лика сребрне косе називајући свој серијал „Гинтама“.Међутим главни лик је у оригиналу требало да буде Хиђиката Тошизо будући да је Сорачи био љубитељ Шинсенгумија и није желео да се одрекне оригиналног дизајна за овог лика, па га је додао као споредног јунака док је сребрни самурај – Гинтоки постао главни. Због тога је пилот епизода имала знатно другачију радњу од првог званичног поглавља. Сорачи је у пилоту додао више припадника Шинсенгумија укључујући и лика заснованог на Харади Саносукеу али након кратког разматрања схватио је да би такви ликови били незанимљиви па их је изузео из званичне приче.
Одговарајући на питања читаоца Сорачи је још једном потврдио да је већина ликова створена по узору на праве становнике Еда са изузетком Гинтокија чији је лик базирао на митској причи „Кинтаро“ где је главни јунак дечак по имену „Саката Кинтоки“ за које се опет тврди да је инспирасана правим човеком који је живео у Хејан периоду. По питању дизајна ликова Сорачи је изјавио да су у почетку сва лица била базирана на Шинпачијевом лицу, мењајући само детаље, косу, наочари. У десетом тому манге Сорачи је изјавио да воли све своје ликове и њихов дизајн да, чим једног лика нема дуго, труди се да га кроз следећа поглавља врати. С друге стране труди се да не приказује једног лика превише да не би донео дисбаланс преузимајући титулу главног јунака, што наравно не важи за главни трио.
Као одговор на критике да је серијал пун „губитника“ Сорачи изјављује да то није тачно и да је ликове намерно направио пуних мана да би били више прихватљивији публици која би могла више да се саосећа и препозна у таквим ликовима. Они се суочавају са својим свакодневним проблемима успут стварајући себи пријатеље у невољи и због тога их аутор сматра симпатичним ликовима који се свако може индентификовати.

## Ликови

### Јорозуја
Јорозуја је име Гинтокијеве приватне фирме за све и свашта. Смештена је на првом спрату куће коју поседује Отосе. Отосе као газдарица у приземљу држи малу кафану док спрат издаје Гинтокију који тамо живи са Кагуром а касније и љубимцем Садахаруом. Као један од запослених Шинпаћи обично дође ујутру на посао и једини је члан Јорозује који жии ван фирме (у породичној кући са сестром Тае).. Нешто касније у серијалу је откривено да је Гинтоки у Јорозуји имао нешто другачији тим али су се због неслагања разлишли.

#### Саката Гинтоки
Саката Гинтоки је главни протагониста серијала. Он је самурај и ветеран рата са ванземаљцима који се одиграо десет година пре главне приче. Као бивши Џои побуњеник у рату је био познат као „Широјаша“ - бели демон (због беле косе и одеће коју је тада носио али и због мачевалачких вештина). поставши један од четири велика „племића“ на страни побуњеника. Након пораза у рату повлачи се и оснива „Јорозују“ где као „снага у најам“ ради све послове које му клијент може тражити од поправке крова, дељење летака, рада у хост клубу па све до проналаска несталих особа и спашавања од разних невоља. Иако никад није у серијалу поменуто његово годиште, сматра се да је Гинтоки у својим касним 20-тим годинама. Има сребрно-белу косу и „сморене“ очи који ликови описују као „очи које има мртва риба“ и природно густу и разбарушену косу коју често узима као кривца за разне недаће.  Обично носи црну мајицу кратких рукава, црне панталоне и чизме преко којих носи бели кимоно (са рукавом само на левој руци) са плаво обојеним детаљима на ивицама. За појасом носи дрвени бокуто који му је главно оружје у серијалу. Направљен од тврдог ванземаљског дрвета на дршци има уцртану туристичку поруку која би се грубо могла превести као „Поздрав са језера-Тоја“. Ако у току борбе уништи свој бокуто, телефонски преко огласа наручи нови. Обожава слаткише и судећи по првом поглављу, не може да изгура дан а да не поједе барем нешто слатко. Сваке недеље купује „Шонен џамп“ и стално се може видети како чита и коментарише одређене манга серијале. Упркос томе што је вешт борац редовно избегава конфликте и често се понаша кукавички. Лењ је и често добија притужбе о хигијени. Има навику да малим прстом стално чачка нос. Највише се плаши духова а најомиљенија водитељка му је Кецуно Ана која чита временску прогнозу на ТВ-у. Глас му позајмљује глумац Томоказу Сугита.
У све три анкете читалаца „Шонен џампа“ Гинтоки је освојио прво место као најомиљенији лик у серијалу.

#### Шимура Шимпаћи
Шимура Шимпаћи је један од првих ликова приказаних у серијалу и у почетку је био једна врста наратора. У првим сценама поглавља приказана је смрт Шимпаћијевог и Отаиног оца који им оставља породични доџо али са напоменом да ово ипак више није време мачевалаца и самураја. Коју годину касније Шинпачи ради у једној гостионици али кад дође у конфликт са једним од ванземаљских гостију Гинтоки ће бити тај који ће га извући из невоље. Шимпаћи је приказан као један од ретких разумних ликова који једини примећује нелогичност неких радњи. Тинејџер је, црне косе и очију и носи наочаре за вид које су често део шале јер кад их скине нико га више не примећује алудирајући да без наочара Шинпаћи није Шинпаћи. Мада живи у породичном доџу са Отае он је већином задужен за чишћење просторија Јорозује. Велики је љубитељ поп певачице Оцу и вођа је њеног фан-клуба. Мада у почетку приказан као слаб лик, Шимпаћи временом постаје снажан мачевалац који уз Кагуру чини моћни тим подршке на који Гинтоки увек може да се ослони.
Његов лик базиран је на историској личности Нагакура Шинпачију али му је презиме заменио са Шимуром имајући у виду јапанског комичара Кена Шимуре.

#### Кагура
Кагура је главни женски лик серијала. Она је човеколики ванземаљац и припадник једне од најјачих ванземаљаких ратних раса под именом Јато. На земљу је дошла да заради новац и побегне од Јато проблема али су је на земљи пронашли бандити и убедили је да своју снагу искористи утеривајући дугове за њих. Када су јој у једном тренутку наредили да убије човека, побегла је, али је у бегу Гинтоки и Шинпаћи случајно ударају скутером. Након што су је спасли од бандита Кагура почиње да ради за Јорозују. 
Често је зову „девојка из Кине“ будући да носи традиционалну кинеску одећу црвене боје. Има црвену косу (у којој увек носи две шнале-капе) и плаве очи. Пошто је Јато раса слаба на сунце са собом увек има снажан сунцобран са којим се бори и који може да одбија и испаљује метке. Осим сунцобрана Кагура се као и остали њени сународници често бори голорука. Има огроман апетит и често прождере све у кући. Реченице завршава нагласком –ару и има благи кинески акценат. Лако се спријатељује са осталим ликовима. Са Шинпаћијем и Гинтокијем има братски однос па под његовим утицајем често поприми Гинове лоше навике.
Кагура не спада у женствене ликове и у свом свету је помало мушкобањаста. Кад се преједе није јој страно да се по потреби исповраћа. У слободно време се са другом децом игра у парку посматрајући борбе буба или играјући игру „шутни конзерву“. Са најмлађим чланом Шинсенгумија - Окитом има ривалски однос и често се такмичи против њега. За њен лик Сорачи је инспирацију потражио у причи о принцези Кагуји која је главна личност традиционалне јапанске приче о секачу бамбуса. Глас јој позајмљује глумица Рие Кугимија.

#### Садахару
Садахару је напуштен пас кога је Кагура нашла у кутији испред „Јорозује“. То је огромно демонско куче (веће од просечног човека) беле боје и тамних очију са обрвама у облику зареза. Име му је дала Кагура по њеном ранијем љубимцу зецу кога је, несвесна своје снаге, успела да убије током сна. Бојећи се да би због своје снаге убила и друге љубимце одустала је од усвајања новог све док није видела Садахаруа кога, због своје снаге и величине, није могуће тек тако повредити. Садахару је у почетку био дивљи и бунтовни пас који је све људе гризао за главу док не прокрваре. Једина особа која је могла да га контролише била је Кагура због њене огромне снаге. Касније се сазнаје да су његови претходни власници биле свештенице Ане и Моне које су га поклонили Јорозуји због економских проблема. Као демонски пас у једном тренутку се претворио у чудовиште пораставши до висине куће, али су га њени бивши власници са Јорозујом на челу сустигли и вратили на почетно стање. Временом је Садахару престао да уједа људе за главу и примирио се, поштавши прави умиљати пас. Због његове величине Кагура га често јаше а на својим леђима може понети двоје одраслих људи. Када је потребно некога наћи, Садахару га обично проналази њухом. Оглашава се кратким лавежом који сихронизује глумица Микако Такахаши.

### Становници Кабуки насеља
Кабуки-чо (歌舞伎町 Кабуки област или насеље) је место у ком се налази Јорозуја и баба Отосина кафана. Незванично је под заштитом тк. елитном четворком Кабуки насеља, скраћено називаних и „четири генерала“ (四天王).

#### Шимура Тае
Шимура Тае (звана и Отае – „о“ се додаје као израз поштовања) је Шинпаћијева старија сестра који он од милоште зове „велика секо“ (姉上: ane-ue). Са братом води породичан доџо али ради и као хостеса у ноћном клубу. Кагура је обично зове шефом или "великом сестром" (姉御 Ane-go). С обзиром да је ћерка самураја као оружје поседује нагинату али често „голорука“ успева да пребије Конда и Гинтокија сваки пут кад је за нешто разбесне. Има браон очи и косу која је често подигнута у високи реп. Обучена је у црвени цветни кимоно. Има лоше кулинарске способности и зна само да спрема јаја које јој изгоре до непрепознатљивости. Уме да попије алкохол и често буде груба према својим клијентима неретко их пребијајући (поготово Конда који јој се стално удвара). Њена најбоља другарица је Кјубеи са којом се често може видети како шета по граду. Глас јој даје Сацуки Јукино.

#### Отосе
Баба Отосе (お登勢), којој је право име Терада Ајано је Гинтокијева газдарица од које изнајмљује стан. Због сталног кашњења у плаћању станарине упорно се свађа са Гинтокијем коме редовно прети да ће га избацити. Понекад, кад јој помогне у неким проблемима, Отосе му опрости по који месец али током целог серијала инсистира да измири дуговање становања. Упркос грубој спољашности Отосе је добра жена која је спасла Гинтокија нахранивши га пошто га је нашла изгладнелог и полумртвог на снегу у близини мужевљевог гроба. Појевши манђу намењен покојницима заклео се да ће у име њеног мужа штитити Отосе до год је жива.  После неког времена Отосе је почела да сматра Гинтокија сином кога никад није имала будући да је њен муж умро веома млад у рату. Отосе је у младости била јако лепа и радила је у локалном ресторану. У тајности је без накнаде хранила сиромашну децу а кад је то откривено добила је отказ. После Гинтокија и Кагуре као испомоћ у својој кафани прима Катерин и Таму које сматра својим ћеркама. Она је једна од „четири генерала“ који воде Кабуки насеље а њен глас позајмљује гласовна глумица Киђира.

#### Катарин
Катарин је човеколика ванземаљка са мачијим ушима. Има око 40 година и изгледа као ружњикава средњовечна жена. У серијалу се појављује као вешт лопов који у Отосину кафану долази са изговором да јој треба новац да помогне породици али прави разлог био је да је покраде. Кад ју је Јорозуја разоткрила Катарин је отишла у затвор али по доласку Отосе је опет унајмљује. Захваљујући томе Катарин постаје верна Отосе помажући јој како у кафани тако и са својим лоповским вештинама у наплати станарине од Гинтокија. Говори чудним акцентом а глас јој позајмљује глумица Ју Сугимото. 

#### Саиго Токумори
Саиго Токумори је један од четири „генерала“ и заштитника Кабуки насеља. У прошлости је био чувени члан Џои отпора који је остао запажен као једина особа која је могла самостално да освоји непријатељски (свемирски) брод. Током борби у рату на себи би носио само бели доњи веш што му је донело надимак "Shiro-fun no Saigou" (Саиго беле сумо танге).
Након губитка његове жене која му иза себе оставља сина Терухикоа, Саиго свом детету постаје и отац и мајка па временом, у циљу да обе улоге представи достојно, постаје „окама“. Због тога се примирује и отвара Окама бар који држе мушкарци који се облаче у женску одећу. Називан „мамом“ од стране запослених у бару Саиго упркос изгледу не дозвољава да се ико подсмева његовом изгледу или својим запосленима. Сви који то ураде чека казна рада у истом бару што се делило Гинтокију и Кацури који су због исмејавања накратко постали „Пако“ и „Зурако“. Сорачи је име преузео од чувеног самураја меиџи периода Саиго Такаморија а глас му у серијалу даје Хисао Егава. 

#### Хасегава Таизо
Хасегава Таизо, познат и под називом Мадао је човек у својим четрдесетим годинама који је за бакуфу радио све што му нареде. Након што је срео Гинтокија који је указао да слепим испуњавањем наређења не ради увек прави ствар, решио је да се побуни што је резултирало његовим отказом. Од тада је Хасегава комичан лик који цео серијал живи у картонској кутији у парку вечито тражећи посао. Када је добио отказ његова жена Хацу га напустила али му није дала развод алудирајући неколико пута у серијалу да га без обзира на све још увек воли и чека да се он пронађе и скраси. Хасегава носи стару изношену браон јукату, дрвене јапанке и наочаре за сунце. Његове сцене у серијалу увек прати благо депресивна музика. Хасегава је као бескућник неколико пута покушао да се убије али увек безуспешно. Често на кварњака упада у Гинтокијев стан и краде храну (првенствено пудинг) из фрижидера. Кад може, сакрије се у његов орман где легне да спава. Надимак „Мадао“ дала му је Кагура која је скраћеница за "„средњовечног губитника“" (まるでダメなオッさん marude dame na ossan). Он и Гинтоки се често друже губећи новац на клађење и паћинко.. Захваљујући томе што је бескућник кога нико не примећује Хасегава често чује гласине битне за Гинтокијев тренутни случај. Глас му позајмљује Фумихико Тачики. 

#### Хирага Генгаи
Генгаи је чувени механичар Кабуки насеља. То је ниски дебељушкасти старац ћелаве главе и кратке седе браде који носи светло браон механичарско одело и заштитне наочаре на очима. Имао је сина, такође механичара, који се придружио јединици Кихеитаи у рату против ванземаљаца али је врло брзо у том рату погинуо. Оставши сам Генгаи је био веома погођен губитком сина што је Такасуги искористио да га убеди да у освети убије шогуна . Срећом тај план бива осујећен удруженом акцијом Јорозује и Шинсенгумија па Генгаи одустаје од освете и наставља да до краја серијала помаже Гинтокију када му је потребна нека техничка поправка скутера или других уређаја. Генгаи је тај који је поправио робота Таму. Глас му позајмљује Такеши Аоно и Бин Шимада. 

#### Мусаши
Мусаши је бескућник са великим наочарима и наранџастој капи који се често може видети без панталона. Прозван је Мусаши јер личи на глумца који је глумио Мусашија у истоименом филму (Тоширо Мифуне). Човек је разних талената и у једном тренутку је чак и спаринг партнер Јамазакију у бадминтону. С обзиром да је бескућник као и Хасегава често се могу видети у заједничком друштву. Нешто касније се у манги открива да је он заправо отац продавачице рамена – Икумацу и да је његово право име Нишики Мацугороу. Глас му позајмљује Коичи Сакагучи. 

#### Кугома Кацуо
Млађи шеф Јакуза. Ђирочов наследник у послу који касније постаје део нове генерације Кабуки-чо генерала. Бави се изнуђивањем пара од оближњих клубова али бива осујећен од стране Јорозује. Поседује женку пса по имену Меру која се заљубљује у Садахаруа. Глас му је дао Каташи Ишизука.

#### Кјоширо
Држи најуспешнији мушки хост клуб у Кабуки насељу – Такамагахара са својим пријатељем Хаћиром. Његово право име је Хачиро Курота. Када је мајка дошла да га потражи у Еду био је толико посрамљен послом који се бави да није хтео да се сретне с ањом. Уместо тога подвргао се пластичној операцији потпуно променивши изглед али га мајка препознаје и говори му како ће увек бити поносна на њега чиме год да се он бави. Глас му позајмљује Ацуши Кисаичи. 

#### Тама
Тама је андроид чију је главу нашао Гинтоки на ђубришту. Кагура јој је дала име Тама сматрајући да је она апарат за кување јаја (тамаго – јаје, скраћено тама). Њу је створио професор Рјузан Хајаши, као дружбеницу болесној ћерци. По њеној смрти покушао је да њену личност убаци у Таму што је као експеримент пропало, али због тог покушаја Тама ипак успева да развије вештачку интелигенцију и постаје способна да схвати и изрази осећања.
Након побуне робота који покушавају да униште терминал за путовање у свемир Тама се жртвује како би спасила град и Јорозују. Упркос реконструкцији Тама је изгубила већину својих сећања задржавши само осећај да су „самураји њени пријатељи“.  Генгаи је реконструисао њено тело и дао Отосе на чување. Од тада Тама ради у бабиној кафани и с времена на време, будући да је њена четка опремљена најмодернијим ватреним оружјем, помаже у утеривању Гинтокијеве станарине. Глас јој позајмљује Оми Минами. 

### Шинсенгуми
Шинсенгуми је полиција која ради за владу шогуна. Она одржава мир у Еду и бави се проналаском и хапшењем Џои терориста. Њихова униформа је црне боје и састоји се од западног сакоа, панталона и ципела. Испод носе белу кошуљу и тамни прслук. Капетани носе и белу мараму око врата.

#### Кондо Исао
Кондо Исао је главни командант Шинсенгумија. Он је висок и крупан човек кога у целом серијалу као део шале зову Горила. Има црну кратку и оштру косу и носи малу брадицу. Иако незбиљан и део комедије у серијалу, Кондо сматра свој посао врло озбиљно и често ризикује свој живот да би као полицајац заштитио људе. Сви чланови су изузетно верни Конду и када је изгубио борбу од Гинтокија цела јединица је желела да се освети због његовог пораза. Заљубљен је у Шинпаћијеву сестру - Отае коју прогања кроз цео серијал кријући јој се по кући, улици, послу. Отае Кондо уопште не интересује па га често пребија због свог прогањања.
Кондов лик је заснован на лику Кондо Исамија док је његов дизајн Сорачи осмислио као микс Хасегаве и себе. Глас му позајмљује Сусуму Чиба.

#### Хиђиката Тоширо
Хиђиката је Кондов заменик и други човек Шинсенгумија са надимском „демонски заменик шефа“. (Oni no Fukuchō). Свој посао сматра још озбиљније него Кондо и као шеф строг је у дисциплини. Он је тај који је измислио листу правила за чије је непридржавање казна сепуку којим, кратког фитиља стално прети.  Упркос својој суровој спољашности, Хиђиката је емотиван и често плаче кад гледа филмове или серије. 
У младости Хиђиката је имао несрећно детињство која га је натерала да се одмалена бори за живот. Када га је Кондо нашао био је бунтован дечак који није дао на себе али после уласка у Кондов доџо постао је дисциплинован што је очекивао и од осталих. У младости је носио дугу косу везану у реп и носио изношени тегет кимоно. Кад је ушао у Шинсенгуми ошишао се и сада носи црну униформу. Хиђиката током целог серијала опсесивно једе мајонез који му је омиљена храна. Једе га са свим могућим врстама јела (са кафом, колачима и пиринчом) што изазива нагон за повраћањем свакога ко га у том тренутку гледа. 
Пре него што је постао заменик Шинсенгумија Хиђиката је у Кондовом доџу срео Окиту Сога и његову сестру Мицубу у коју се заљубио. Будући да се бавио опасним послом и да има врло ниску репутацију Хиђиката није дозволио да остане са Мицубом па је напушта и са остатком тима одлази за Едо. Бесан због таквог односа према својој сестри, због пажње које му Кондо даје а и због жеље да он постане заменик, Окита Сого често напада Хиђикату мачем, базуком и другим оружјем уз изговор да је све то случајно. Упркос таквом односу Сого је ипак више пута помогао Хиђикати и обрнуто кад се нађу у опасној ситуацији коју не могу сами да реше. Хиђиката са Гинтокијем има ривалски однос изазивајући га у свим могућим такмичењима али са њим такође дели свој страх од духова и зубара. Глас му позајмљује Казуја Накаи. 

#### Окита Сого
Окита Сого је капетан прве јединице Шинсенгумија и најбољи мачевалац у одреду. Иако му је мач главно оружје често користи базуку коју у кризним ситуацијама успева да „извуче однекуд“.  Окита је најмађи у одреду, има 18 година, светлу косу и питомо дечје лице али упркос томе, познат је као садиста и често прави невоље другим ликовима наслађујући се њиховим мукама. Говор му је помало уморан и успорен и често уме да придрема на послу што крије траком за спавање са нацртаним отвореним очима.
Окита током целог серијала покушава да повреди, избламира и убије Хиђикату због Хиђикатиног односа са његовом сестром,, љубоморе због Конда и чињенице да је на већој позицији од њега у полицији. Упркос својој садистичкој природи Сого пред сестром показује најбољу страну своје личности. После губитка родитеља Мицуба је била та која се бринула о њему тако да он веома воли своју сестру и ради све могуће како би њој угодио. . Осим ње Сого веома поштује Конда, који га је од детињства усмеравао на правилно образовање. Иако је изјавио да мрзи Хиђикату, однос између њих тројице је пријатељски и кад затреба међусобно се помажу. Окита такође веома поштује Гинтокија кога назива „шефом“ док са Кагуром има ривалски однос називајући је „девојком из Кине“.
Сорачи је прво планирао да Окиту направи девојком али пошто у Шинсенгумију нису биле дозвољене девојке у јединици, одлучио се да га ипак нацрта у мушком полу. Његов лик настао је као омаж историјској фигури Окити Сођију. Глас му позајмљује Кеничи Сузумура. 

#### Јамазаки Сагару
Јамазаки Сагару је део јединице Шинсенгуми али је његов посао да прикушља информације као инспектор и шпијун. Често је на тајним задацима и дане проводи у надзирању осумњичених где обично, да не би осипао пажњу кувањем, једе анпан, врсту сендвича која већ готова и у целофану може да се купи у продавници. Јамазаки обожава бадминтон и често га у слободно време игра. Са Шимпаћијем, понекад има ривалски однос. Глас му позајмљује Тецухару Охта а инспирацију за његов лик Сорачи је пронашао у Јамазакију Сусуму.

#### Мацудаира Катакурико
Мацудаира Катакурико је главни надређени супервизор Шинсенгумија. Иако нема превише удела у полицијском послу, надзире њихов рад и стара се да све тече у складу са законима. Приказан је као средњовечан човек, зализане седе косе са тамним наочарима. Носи Шинсенгуми униформу али уместо кратког сакоа има дугачак тамни мантил. Од оружја носи пиштољ и по потреби јаче ватрено оружје у виду различитих пушки и базука. Има ћерку у тинејџерским годинама по имену Курико и према њој се понаша превише заштитнички. Глас му позајмљује Норио Вакамото а као лик грубо је заснован на историјској фигури Мацудаире Катаморија.

#### Саито Шимару
Трећи капетан Шинсенгумија и једини припадник свога тз. „тихог“ одреда. Успешан у откривању издајника и шпијуна у јединици, веома је поштован од стране Оките Согоа који га назива "братом" и сматра га подједнако добрим мачеваоцем као што је и он. Саито је изузетно стидљив и не говори па комуникацију обавља искључиво уз помоћ свеске и текста који исписује на њој. Има наранџасту „афро“ фризуру, носи нешто дужу униформу Шинсенгумија и маску преко лица. Као оружје користи два мача. Инспирацију за његов лик Сорачи је нашао у лику Саита Хаџимеа.

#### Сасаки Тецоносуке
Брат Сасаки Исабура и асистент Хиџикате Тошизоа. Иако јачег самурајског порекла (која би могла да му осигура позицију у Мимаваригумију) Тецуносуке због бунтовне личности и проблема са дисциплином бива послат у Шинсенгуми. Након што је Хиђиката решио да га узме под своје изјавивши да неће одустати да од њега направи човека, Тецуносуке се мења и постаје вредан и веран члан полицијске јединице. 

### Мимаваригуми
Полицијска јединица Мимаваригуми је специјална полиција која се састоји само од самураја из високих уважених породица. Носе исту униформу као Шинсенгуми али уместо црне, њихова је беле боје. Са Шинсенгумијем имају ривалски однос и често им се мишљења разликују. Инспирацију за ову јединицу Сорачи је нашао у правом Мимаваригумију.

#### Сасаки Исабуро
Главни командант Мимаваригумија. Има светлу косу и на левом оку носи монокл. Са другима обожава да комуницира телефоном, смс-ом и мејлом па за случај да неко не поседује овакве техничке апарате Сасаки му драге воље за њега набави. Подједнако је вешт са мачем као и пиштољем и једна је од личности која током серијала мења своју улогу од позитивца до негативца и обрнуто.
Као инспирацију за његов лик послужила је личност Сасакија Тадасабура

#### Имаи Нобуме
Имаи је девојка која служи као Сасакијев заменик у Мимаваригумију. Раније се звала Мукуро и радила је као убица за групу Нараку али после сусрета са Сасакијем прелази да ради у полицији. Има дугу црну косу и на себи носи дугачку белу униформу јединице. Веома је вешта са мачем и често својом техником парира Окити са којим дели и особине садизма. Обожава да једе крофне. Име је позајмљено од правог заменика Мимаваригумија Имаи Нобуа.

### Џои револуционари (терористи)

#### Кацура Котаро
Кацура Котаро је Гинтокијев другар из детињства и саборац током Џои рата. Он је најтраженија особа у Еду и главна окупација Шинсенгумија због којих је Кацура морао да научи да спава са отвореним очима. Као један од главних комичних ликова приказан је као наиван вођа који стално упада у сулуде и смешне ситуације. Зову га још и надимком „Побегуља Котаро“ зато што се стално прерушава да би могао да утекне Шинсенгумијима. Иако се бори против владе и њиховог става према ванземаљцима, Кацура, након поновног сусрета са Гинтокијем мења ставове и ублажава своју фракцију у мирнију и ненасилну организацију. Главни помоћник му је особа обучена у одело велике патке за кога се сматра да је ванземаљског порекла. Кацура још од детињства носи дугу косу коју пажљиво негује и која му веома помаже у случајевима кад се преобуче у жену. Тада се обично представља као Зурако или Езурако да би избегао препознавање од стране непријатеља. Иако се зове Кацура, Гинтоки и пријатељи га често зову надимком Зура што он то не подржава увек их исправљајући реченицом „Није Зура него Кацура“. То је фраза коју Кацура понавља безброј пута у серијалу чинећи је увек понављајућом шалом која га је више пута (зато што му је ушла у навику) открила непријатељима. Као дете био је велики таленат у мачевању што му је осигурало стипендију најелитније саурајске школе али је ипак решио да се придружи Гинтокију и Такасугију у школи Јошиде Шоја. Одличан је мачевалац на чије је вештине Гинтоки неколико пута у серијалу указао. Осим мача са собом носи и гомилу лоптастих граната које по потреби баца у борби. На себи обично носи бели кимоно са плавим хаоријем и јапанке са белим чарапама. Слаб је на псе и мачке које воли да грли и мази. Понекад је приказан како за потребе своје организације с времена на време ради разне послове у најам, као промотер или радник у дечјој играоници. Иако се приказује као смотан и смешан лик у озбиљним арковима приказан је као веома способан вођа и мудар тактичар. Глас му позајмљује Акира Ишида а лик му је базиран на историјској личности по имену Кацура Когоро.

#### Елизабет
Елизабет је Кацурин љубимац, помоћник и десна рука Џои организације али и једна од великих мистерија серијала. Елизабет је велика патка која не говори већ искључиво комуницира дрвеним таблама на којима су списане речи. Смишљена је као један од духовитих ликова, Елизабет је у суштини мушкарац обучен у ово одело али нико није сигуран ко је тачно обучен у њега. Елизабет је у почетку приказана као ванземаљац (Аманто) од расе Ренхо који је Кацури као кућног љубимца послао бивши саборац Сакамото Тацума. Нешто касније Елизабет постаје десна рука коју остали припадници Џои организације поштују и од које примају наређења. У серијалу учествује у свим Џои борбама користећи као оружје мач. Испод одеће често јој вире „длакаве мушке ноге“ а у току серијала два три пута је „проговорила“ обучно у бесу кад је неко разбесни. У тим тренуцима неретко из њених уста излети људска песница. Два три пута је у циљу комедије назначено да је испод маске можда режисер серијала (Шинђи Такамацу) или сам Сорачи. Мистерија "Елизабет" још увек није разрешена остављајући фанове серијала да сами можда докуче ко се налази испод одела. Мада је у серијалу рекла можда две или три реченице њој је за тај кратак период глас позајмио Тору Фуруја.

#### Сакамото Тацума
Сакамото Тацума је бивши Џои побуњеник који је са Гинтокијем, Кацуром и Такасугијем чинио велику четворку рата против ванземаљаца. Он је једини из групе који није учио у школи Јошиде Шоја па се са Гинтокијем и осталима упознао у току самог рата. Сакамото долази из трговачке породице и у рату је највише помагао по питању ратног буџета. Он је био тај који је набављао оружје, муницију, храну, бродове и осталу робу за ратне потребе. Иако одличан мачевалац сматра се најслабијим ратником у групи а када је током рата задобио повреду на руци уместо мача оружје му је постао пиштољ. Сакамото је зато први напустио рат пре остале тројке а десет година касније постао је трговац путујући по свемиру са својом трговачком групом по имену Каиентаи коју води са својим првим официром, девојком по имену Муцу.
Сакамото има необичну навику да се на све смеје својим чудним смехом. Иако га ближњи сматрају празноглавцем и део је комичних ликова у озбиљним ситуацијама Сакамото је интелигентан човек способан за сваку врсту трговине. У своју групу има великог поверења сматрајући Каиентаи не радницима већ део породице. Као део апсурда Тацума је скон морској болести и без обзира што обожава бродове често у серијалу повраћа. Инспирација за Каиентаи, Сакамота и Муцу Сорачи је нашао у правом Каиентаију, Сакамото Рјоми и Муцу Мунемицуу. Глас му позајмљује Шиничиро Мики. 

### Кихеитаи
Кихеитаи је побуњеничка џои група састављена од елитних самураја под вођством Такасуки Шинсукеа. Иако су део Џои побуњеника, немају никаквог контакта са Кацуриним Џои побуњеницима будући да Кихеитаи више форсира насилну политику, чини убиства и тежи ка потпуном уништењу земље. Назив групе је позајмњен од истоимене групе Кихеитаи која је била активна током Меиџи обнове. 

#### Такасуги Шинсуке
Такасуги Шинсуке је главни антагониста серијала. Бивши Гинтокијев друг и саборац са којим је (уз Кацуру) заједно одрастао и са којима је био један од ученика Јошиде Шоина. Обично је приказан у црно-љубичастом кимону (са исцртаним лептирима), јапанкама и завојем преко левог ока (које је изгубио током рата). Пушач је и стално у руци има традиционалну јапанску лулу из које с времена на време, истреса пепео. Одличан је мачевалац и једини у серијалу који може да парира Гинтокију. Вођа је терористичке групе Кихеитаи и за разлику од Кацуре који хоће да „промени управу државе“, Такасуги у свом разочарењу жели да је потпуно уништи.
Глас му позајмљује Такехито Којасу а његов лик је заснован на правом оснивачу Кихеитаија, Такасугију. 

#### Каваками Бансаи
Каваками Бансаки је један од најјачих мачевалаца Кихеитаи организације. Као оружје носи мач али шамисен који по потреби свира али и користи као оружје, давећи жртве жицама инструмента. 
Иако је део Кихеитаија он је такође и музички продуцент под именом Цунпо који за Оцу пише песме. Мирне је личности и изузетно веран Такасугију. Глас му позајмљује Такуми Јамазаки а као инспирацију Сорачи је користио лик историјске фигуре Кавакамија Генсаија.

#### Такећи Ханпеита
Ханпеита је задужен за стратегију у Кихеитаију. Као оружје користи мач али није умешан са њим и зато му при борбама дрхте руке. Глас му даје Чафурин а као инспирацију за њега послужио је име Такечи Ханпеите.

#### Киђима Матако
Макото Киђима позната и као „црвени метак“ (Акаи Данган) је једини женски члан Кихеитаија. Позната је по томе што као оружје користи два револвера. Одличан је стрелац али у борбама тежи да подлегне провокацијама, понајвише од Кагуре са којом је од свих ликова имала највише дуела. Иако није директно речено Матако гаји одређена осећања према Такасугију док са Ханпеитом највише комуницира у серијалу називајући га из поштовања „сенпаи“ али и из беса „первезњаком“. Глас јој позајмљује Риса Хајамизу.

#### Окада Низо
Окада Низо је био један од хитокири убица за организацију Кихеитаи. Судећи до Гинтокију Низо је просечан мачевалац али поседовањем бенизакура мача успевао је да парира и Кацури и Гинтокију у борби. Будући да је мач био механички који је користио тело корисника за сопствено напајање, бенизакура га је временом целог присвојила убивши га након последње битке са Гинтокијем. Глас му позајмљује Јутака Аојама а за његово стварање Сорачи је позајмио личност Окаде Иза.

#### Камуи
Камуи је Кагурин старији брат. Као и остатак породице припада раси Јато која је позната по снази и борби. У почетку је био један од капетана Харусамових свемирских пирата али касније се удружује са Такасугијем. Своју породицу и родну планету напустио је након што је изазвао оца у борби успевши да му одсече једну руку. Иако стално насмејан Камуи је бруталан борац заитересован само за проналазак јаких противника које би могао да изазове и победи. Као и Кагура носи одећу која јако личи на кинеску традиционалну одећу, носи сунцобран уз помоћ кога може да се бори, има дугу црну косу коју везује у кику и, као и сестра, може да поједе велике количине хране. Глас му позајмљује Сатоши Хино.

#### Абуто
Абуто је такође припадник Јато клана и веран пратилац Камуија коме често помаже у борби. Као и Камуијев отац нема једну руку коју је заменио реалистичном протезом. Бори се сунцобраном и често напомиње како су као клан угрожени и да би, као сународници, требало више да пазе једни на друге.

### Породица Јагју
Племићка породица самураја која служи актуелног шогуна. 

#### Јагју Кјубеи
Кјубеи је девојка из угледне самурајске породице који су отац и деда одгајили као сина како би наследила клан. Након смрти њене мајке отац није желео да се опет жени тако да је остао са девојчицом коју је одгајио као самураја. Због тога Кјубеи се облачи и изгледа као мушкарац испољавајући своју женску страну само у ретким ситуацијама, када је Отае на то натера. Отае и Кјубеи су најбоље другарице од детињства будући да ју је Кјубеи у прошлости спасла, губећи као последицу те борбе лево око. Зато Кјубеи током целог серијала носи повез преко ока али и панталоне, мантил и два мача за појасом. Иако жена одличан је мачевалац, најбоља је у свом клану са вештином која може да парира Хиђикати. 
Иако Отае у њој види само другарицу, Кјубеи је заљубљена у Отае и током целог серијала жали што се није родила као мушкарац. С друге стране Кјубеи не воли кад је неки мушкарац додирне па кад се то случајно деси обично га баци или пребије. Глас јој позајмљује Фумико Орикаса а као утицај за стварање овог лика Сорачи је имао Јагју Јубеи.

#### Тођо Ајуму
Тођо је Кјубеин слуга-помоћник и десна рука при подучавању у доџоу. Кјубеи зове „млади господар“ (Вака) иако је потајно заљубљен у њу и већ годинама пише дневник о њеним активностима. Његов највећи страх је да ће Кјубеи операцијом променити пол а највећа жеља да се Кјубеи обуче у хаљине (првенствено оне које много откривају). Као Кондо и Сарутоби и Тођо је једна врста прогонитеља па на кварњака стално снима и фотографише Кјубеи што она једноставно игнорише. Кад се нађе између ње и Отае она га обично одбије ударцем. Тођо има ситне очи које скоро увек делују затворено и дугу плаву косу. Глас му позајмљује Коџи Јуса. 

### Нинџе

#### Сарутоби Ајаме
Сарутоби је женски нинџа (куноичи) са надимком Са-ћан из организације „Онибаваншу“. Има веома лош вид и не може без наочара јер ако их изгуби не види са ким разговара што је често део комичних сцена. Заљубљена је у Гинтокија који се према њој (у покушају да јој се отресе) понаша крајње грубо и понижавајуће што добија контра-ефекат будући да Са-ћан ужива у мазохизму. 
Њене технике у нападу обично имају неко везивање или бацање лепљивог нато пасуља. Гинтокија стално прати и прогања и неретко му се налази у кући где се крије у орману, иза огледала, испод патоса или иза таванице где среће Конда или Хасегаву који се такође крију у Гинтокијевој кући. 
Ван комедије Сарутоби је вешт нинџа који брани шогуна од напада убица а с обзиром да Цукјо има сличан тип борбе њих две се неретко друже и налазе у Еду. Глас јој даје Ју Кобајаши. 

#### Хатори Зензо
Хатори Зензо је нинџа и тренутни вођа Онибаншуа који је то постао после смрти свога оца. Обично носи тегет, тамну одећу и има краћу светлу косу која му прекрива очи. Зензо као и Гинтоки воли да чита Шонен џамп и понекад се препиру ко ће да добије последњи примерак часописа. Понекад ради као разносач пица а главна шала везана за њега је постојање његових хемороида које током целог серијала покушава да излечи. Глас му даје Кеиџи Фуџивара. Лик је базиран на историјској фигури Хатори Ханзоа.

### Остали ликови

#### Муцу
Муцу је десна рука Сакамота Тацуме. Као дете била је први официр робовласничког свемирског брода чију је позицију добила захваљујући оцу такође пирату и кријумчару робова. Када је отац умро капетан брода је покушао да је убије али ју је спасао Сакамото и са целим бродом регрутовао у трговачку групу Каиентаи. Нешто касније се сазнаје да је Муцу такође део најјаче ванземаљске расе – Јато што објашњава њену огромну снагу и голоруку технику борбе. Уместо сунцобрана на глави носи велики сламнати шешир који је, кад је на земљи, штити од сунца. Сорачи је њен лик базирао на историјској фигури Муцу Мунемицуа.

#### Теракадо Цу
Цу или Оцу  је поп певачица из Еда која често служи као пародија на навалу поп певача лаких нота у Јапану. Оцу је Шинпаћијева омиљена певачица чији је председник фан-клуба лично он. Њене песме су често контроверзне и пуне цензуре али без обзира на речи увек су јој веселе и она их неуморно пева и по више пута заредом. Своју каријеру започела је на улици певајући и свирајући на гитари све док је није приметио Бансаи који након тога постаје њен продуцент. Њена мајка је уједно и њен менаџер док јој је отац у затвору али веома свестан ћеркине славе коју потпуно подржава. Глас јој позајмљује Микако Такахаши.

#### Принц Хата
Принц Хата је љубичасти ванземаљац са пипком на челу. Принц је непознате удаљене планете и хоби му је сакупљање ретких животиња за своје љубимце. Хата обично воли што крволочније и опасније животиње које му обично побегну у току епизоде и почну да праве неред по Еду. Будући да је краљевског рода, зарад бољих дипломатских односа проблеми му се у већини случајева толеришу. Хата је један од разлога зато је Хасегава изгубио првобитни посао а током серијала покушаће неуспешно да за своју колекцију животиња придобије Елизабет и Садахаруа. Као део шале принц је кроз цео серијал називан надинком „Бака оџи“ (глупи принц) због његове бахатости и размажености. Њега често прати батлер Џи који је исто презасићен његовим захтевима али је приморан да га служи. Глас му позајмљује Коичи Сакагучи. 

#### Кецуно Ана
Кецуно Ана је водитељка временске прогнозе на ТВ-у. Гинтоки је обожава и има њену акциону фигуру коју у кући чува као највеће благо и када се она удала, Гинтоки је упао у депресију. Нешто касније се сазнаје да Ана долази из познате куће шамана и да се удале, чисто из користи за наследника конкурентске куће шамана како бу ујединили снаге и заједно радили за шогуна. Нажалост брак није баш најбоље функционисао па је дошло до развода и свађа две породице која је почела чарима и мантрама да минирају једна другу али се након Гинтокијеве интервенције коначно мире. Упркос томе што је више женских ликова заитересовано за Гинтокија, Гинтоки је једино према Кецуно Ани показао заинтересованост што опет није обострано.

#### Окита Мицуба
Мицуба је Согова старија сестра која се бринула о њему док је био мали после смрти њихових родитеља. Боравећи у Кондовом доџоу Мицуба је стално била око Хиђикате развивши обострана романтична осећања. Међутим будући да је Хиџиката имао лошу репутацију и посао који је био опасан по живот, сматрао је да јој не може подарити срећу па, иако је воли, оставља је и одлази за Едо што је главни разлог Согове нетрпељивости према њему. Сого је према сестри пажљив и њежан трудећи се да је на све начине усрећи будући да му је она једини преостали члан породице. Хиђикатина навика једења мајонеза настала је вероватно због Мицубине навике да једе изузетно зачињену храну. Иако кратко у серијалу Муцуба је као и њен брат показала трагове садизма заљутивши чилијем Гинтокијев слаткиш који је затим био принуђен да поједе. Мицуба се касније удала за човека за ког се испоставило да је био криминалац и да се Мицубом оженио само због веза које је имала са полицијом (рачунао је да ће се сви његови злочини због скандала бити заташкати). Мицуба се по доласку брату у посету Еду разбољева и на крају умире у болници у наручју свога брата. Глас јој даје Суми Шимамото а лик је позајмљен од праве личности Мицубе која је била сестра Оките Соџоа али за разлику од серије у животу је Окита био тај који је био болестан. 

#### Икумацу
Икумацу је власница рамен ресторана који је наследила од свог покојног мужа. Као удовица огорчена је на Џои побуњенике јер је због њихове кривице погинуо њен муж. Када је Кацура, рањен, бежао од Шинсенгумија, Икумацу је била та која га је у радњи сакрила. Из захвалности (а и да бу му се рана залечила) Кацура почиње да ради у ресторану као келнер временом развијајући међусобна осећања један према другом. Нажалост након што је чуо причу о њеном мужу схватио је да не могу бити заједно јер је он вођа те исте терористичке организације криве за смрт њеног мужа. Након што Икумацу отме девер како би исплатио своје коцкарске дугове, Кацура је спашава и том приликом се открива као чувени вођа Џои побуњеника. Нешто касније приказано је да је Кацура наставио да посећује Икумацин ресторан (иако од рамена више воли соба нудле коју је Икумацу специјално за њега уврстила у јеловник) и да је појео толико порција да му се његова омиљена храна смучила. Иако се сматрају пријатељима и сам Гинтоки је приметио њихов однос питајући Кацуру директно да ли су заједно.
Нешто касније се открива да је Икумацуов отац скитница кога у серијалу зову Мусаши (зато што личи на глумца Тоширо Мифунеа) и који, мада сад забораван и сенилан, и даље долази да поједе и подели рамен са породицом и пријатељима. Глас јој позајмљује Мајуми Асано а лик је рађен по правој Икумацу која је била гејша а касније и Кацурина жена. 

#### Цукјо
Цукјо је вођа заштитника који обезбеђују мир у области црвених фењера - Јошиваре. Жена плаве косе са ожиљком преко лица коју је нинџа техникама обучио Џираја. Као оружје користи кунаије који као део шале обично некако заврше у Гинтокију. Најбоља пријатељица јој је Хинова коју сматрају „сунцем Јошиваре“ док је Цукјо „месец Јошиваре“. Пошто је знатно млађа од Хинове она са њом има више мајчински/старија сестра однос будући да јој је Хинова више пута помогла у детињству. Осим ње има добар однос са Са-ћан будући да обе имају нинџа вештине али и са свим женским ликовима у серијалу од Кагуре до Кјубеи. Цукјо има веома слабу толеранцију на алкохол па и један мали срк може да је до непрепознатљивости опије. У тим тренуцима Цукјо је насилна, безобразна и помало нападна. Глас јој позајмљује Јуко Каида.

#### Хинова
Хинова је најпознатија конкубина Јошиваре звана још и „сунцем Јошиваре“. Када се једна од конкубина породила и умрла на порођају Хинова је покушала да побегне са дететом из Јошиваре како би избегла да дете убију јер је рођење детета била највећа забрана у округу. Након што су је сустигли опростили су јој бег (због тога што је била најскупља и најпознатија конкубина) и допустили детету да живи али су јој за казну исекли ахилове тетиве па од тог дана Хинова више није могла да хода већ се муштеријама приказивала само са балкона добивши репутацију недостижне жене коју они само са најбогатијим џепом могу да добију. Када се Гинтоки супроставио Хоусену који је био владар Јошиваре, округ се коначно отвара дозвољавајући становницима слободу да коначно раде оно што желе. Беба конкубине које је умрла на порођају порасло је у дете по имену Сеита ког је Хинова поново усвојила. Покреће се уз помоћ инвалидских колица и сада се бави само Сеитиним образовањем.

#### Сеита
Сеита је Хиновин усвојени син. У почетку је био дечак који се није устручавао од крађа док је после усвајања постао узоран дечко који редовно иде у школу. О њему се подједнако брине и Хинова и Цукјо а сви заједно живе у Јошивари.

#### Умибозу
Умибизу је отац Кагуре и Камуија. Као један од најјачих Јато ванземаљаца Умибозу путује по свемиру као ловац на главе и по потреби у најам решава битке и проблеме удаљених планета. Умибозу као и остали припадници Јатоа носи са собом сунцобран као оружје и обучен је у неку врсту пилотског одела са огртачем. На глави носи капу са заштитним наочарима а кад је скине примећује се да Умибозу нема косу па га кроз серијал стално прате шале о ћелавости. Иако „голе главе“ Умибозу носи бркове и веома брине за своју децу иако су обоје далеко од њега. Једна од његових руку је механичка будући да је праву изгубио у борби са сином. Када се први пут појавио Умибозу је био у потрази за Кагуром која је, након смрти своје мајке, отишла са родне планете. Кад је схватио да Гинтоки може да је заштити и да није лош човек Кагури ипак допушта боравак на земљи која му након тога с времена на време пошаље писмо у коме му пише да је добро и да је све у реду. Глас му позајмљује Шо Хајами. 

#### Јошида Шојо
Учитељ Кацуре, Такасугија и Гинтокија који су зарад његовог ослобођења приступили рату против ванземаљаца. Шојо је учитељ ведрог духа који је држао самурајску школу за сиромашну децу у којој је пропагирао своје виђење бушида. Сматрајући га опасним непријатељем, шогунат га хапси а затим и погубљује на шта сваки од његових преосталих ученика другачије реагује. Као учитељ носио је бели кимоно и имао је дугачку светлу косу. Би оје заштитнички расположен према својим ученицима и није дозвољавао да их неко од одраслих због сиромаштва малтретира. Као казну за лоше понашање обично је делио чврге.

#### Токугава Шигешиге
Шигешиге је шогун Јапана и Сојин брат. Он влада Едом уз помоћ бившег шогуна и његовог ујака Садесаде за ког се касније испоставио да је користио положај чинећи злодела па га је Шигешиге због тога сменио. Иако у почетку личност која је потпуно окренута комедији који остали ликови из серијала у незнању случајно повређују или срамоте често остајући само у доњем вешу, Шигешиге се касније приказује и као способан владар (способан довољно да организује чак и Џои побуњенике) и правичан човек. Шигешиге је једини од главних ликова у серијалу који носи традиционалну самурајску фризуру са обријаним теменом и репом на врху. На својим леђима има ожиљак због спашавања свог двојника уз помоћ Зенза и остатком Ониваманшуа. Док се опорављао боравио је са нинџама где се као дете дружио са Зензом који га је научио да баца кунаи. 

#### Токугава Сојо
Шигешигеова млађа сестра. Кагурина најбоља пријатељица коју је срела у парку. Иако јој је био забрањен излазак из плате касније, током серијала јој је дозвољено да се дружи са Кагуром до те мере да је Кагури било дожвољено да преспава са другарицом у палати. Због послова шогуна често је занемарена од стране брата коме с времена на време скува чај, судећи по шогуну, лошег укуса.

#### Токугава Нобунобу
Главни претедент на шогунов трон, Нобунобу је размажени племић који, удружујући се са Такасугијем, жуди за моћи и позицијом владара Еда.

#### Икеда Асаемон
Асаемон је девојка која је од оца наследила позицију државног егзекутора. Одличан је мачевалац са техником једног реза који у тренутку и без много крви погубљује осуђенике на смрт.

#### Хедоро
Хедоро је ванземаљац и Гинтокијев комшија – цвећар. Зато што је висок, снажан, зелене боје и великих зуба, комшије га се обично плаше док он у већини случајева нема лоше намере и све што жели да ради јесте да гаји цвеће.

## Фигурице и остали производи
Због популарности серијала велики број фигурица и осталих производа је пуштено у промет за велики број фанова.
Као серијал који је хваљен због својих ликова, продаја свих производа, чак и оних базираних на споредним ликовима остварују велику потрошњу. Осим фигура најтраженије су мајице и одећа за косплеј, првенствено Шинсенгуми униформа али и Гинтокијева одећа која може да се нађе на онлајн сатовима. Као додатак избаћено је и неколико видео игара као и карте за мењажу (сличице) са ликовима из серијала. Иако постоје игрице које су специјално направљене са ликовимаиз „Гинтаме“ Гинтоки и Кагура се појављују у мешовитим игрицама са свим већим ликовима Шонен џампа пшод називом „Jump Super Stars“ и „Jump Ultimate Stars“.